# Manufactura de los Gobelinos

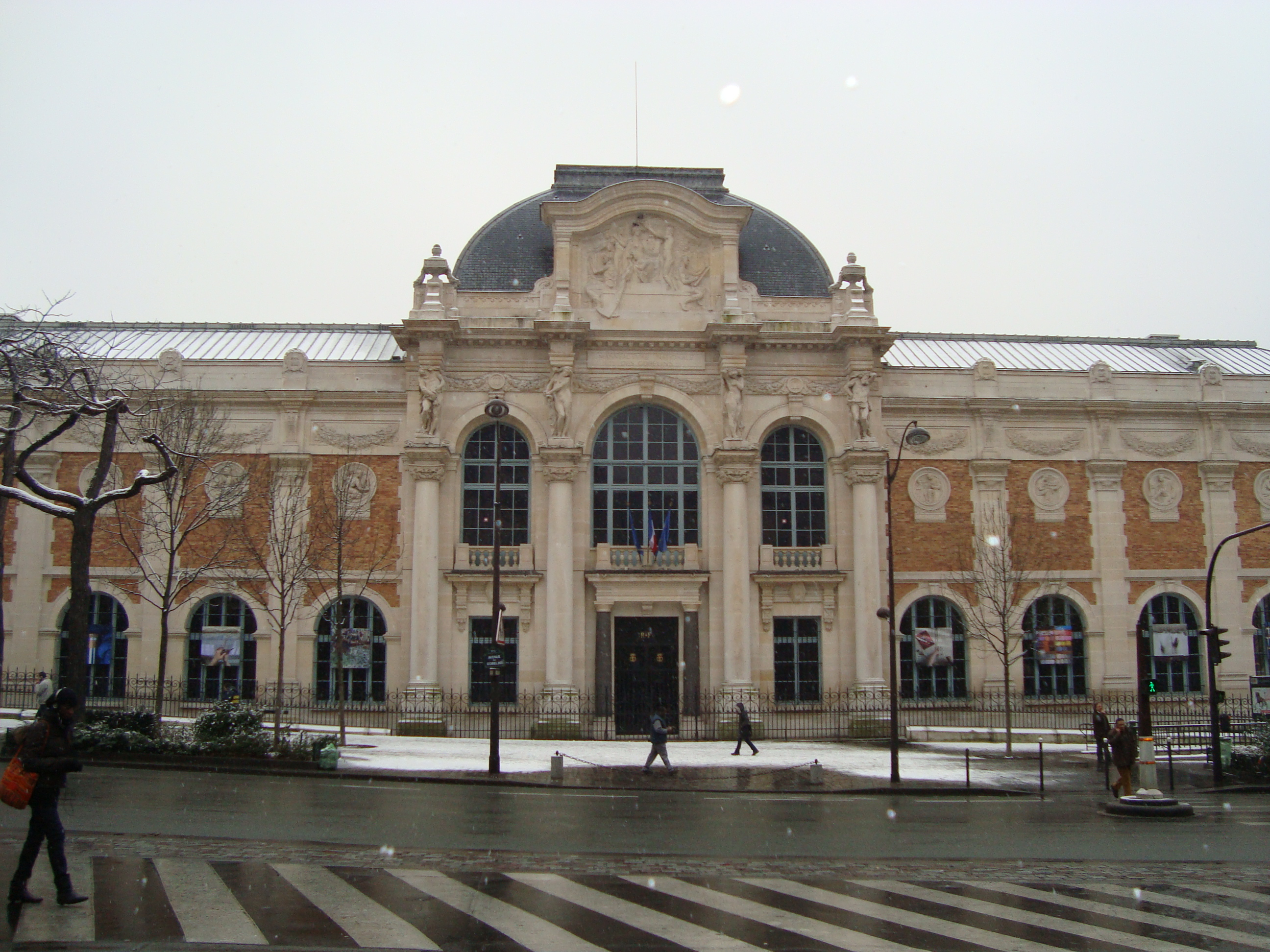
Fábrica de los Gobelinos en París.

Un gobelino es un tapiz hecho en la Manufacture Royale des Gobelins de París o una imitación suya. Entre los gobelinos son famosas las series de La historia de Constantino, Las Musas, La historia de Alejandro, La vida de Moisés y Don Quijote.
Toma el nombre de Jehan Gobelins, un tintorero de lana que se dio a conocer a mediados del siglo XV por el color rojo escarlata que conseguía. Tenía su taller en París, junto al Bièvre, y la reputación de su familia superó a la del resto de tintoreros tanto que el río y la zona tomaron su nombre a mediados del siglo XVI.

## Historia

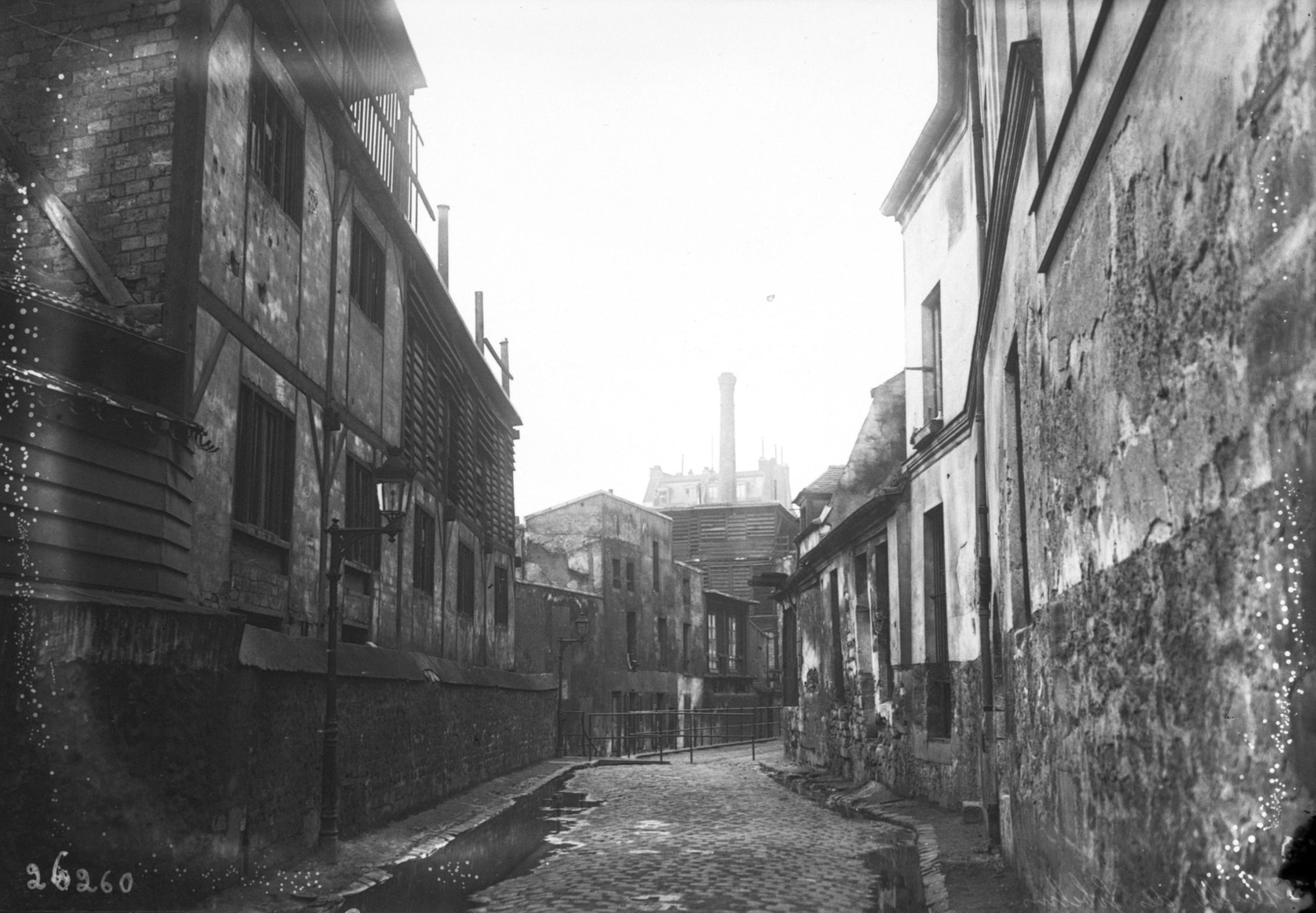
Ruelle des Gobelins en 1900.

En 1602 Enrique IV alquiló en ese barrio unos edificios, adyacentes al río Bièvre, para instalar a sus tapiceros flamencos, en la ubicación actual de la fábrica de Gobelinos.
En 1662 Jean-Baptiste Colbert adquirió el Hotel des Gobelins (alrededor de 3,5 hectáreas) en nombre de Luis XIV para agrupar en uno solo todos los talleres reales, fundando así la Manufacture royale des tapisseries et des meubles de la Couronne que pronto fue conocida como Manufacture Royale des Gobelins, en la que los diseños, tanto de los tapices como de todo tipo de muebles, se ejecutaban bajo la supervisión del pintor real, Charles Le Brun, quien fue director y jefe de diseño de 1663 hasta 1690. A causa de los problemas financieros de Luis XIV, el establecimiento se cerró en 1694, pero volvió a abrir en 1697 para la fabricación de tapicería, principalmente para uso real, que rivalizaba con la tapicería de Beauvais y que funcionó hasta la Revolución Francesa, cuando el trabajo en la fábrica fue suspendido.
Los Borbones reabrieron la fábrica durante la Restauración borbónica. En 1825 los telares se enviaron a Beauvais por orden de Carlos X y se instaló en el recinto de París la Manufacture de la Savonnerie (taller de alfombras), con lo que la fabricación de alfombras se sumó a la de la tapicería. En 1871 la Comuna incendió el edificio. Hoy en día la fábrica funciona como institución estatal, y se compone de un conjunto de cuatro edificios irregulares que datan del siglo XVII, además de la construcción en la avenida des Gobelins, reconstruida por Jean-Camille Formigé en 1912 en estilo Napoleón III después del incendio de 1871. Contienen la residencia de Le Brun y los talleres que sirvieron de fundiciones para la mayoría de las estatuas de bronce en los jardines de Versalles, y se hacen demostraciones sobre cómo se fabrican tapices siguiendo las técnicas del siglo XVII.
Entre 1824 y 1883, los experimentos del químico Eugène Chevreul, director del laboratorio de tintes, redujeron a la mitad el número de colores que anteriormente eran utilizados; se desarrolló una gramática real de los colores con 3 colores básicos y 72 tonos, con un resultado de 14.400 colores. Hoy, un nuevo sistema llamado NIMES tiene en cuenta la contribución de las nuevas tecnologías.
En 1937 la Manufacture Nationale des Gobelins se adjuntó al organismo público Mobilier national, y desde entonces se tejen tapices para decorar edificios públicos.
En 2007 abrió sus puertas al público la Galería de los Gobelinos en el edificio de Formigé, después de años cerrada por reformas.

## Características artísticas

### Siglo XVII
En la primera mitad del siglo XVII los tapices eran obra de los diversos estudios existentes en París, difíciles de distinguir ya que a menudo utilizan los mismos cartones para tapices, y las firmas (como la «P» de París y la flor de lis) eran utilizadas indistintamente tanto por el estudio de Doubout-Laurent como por el de Commans Planck.

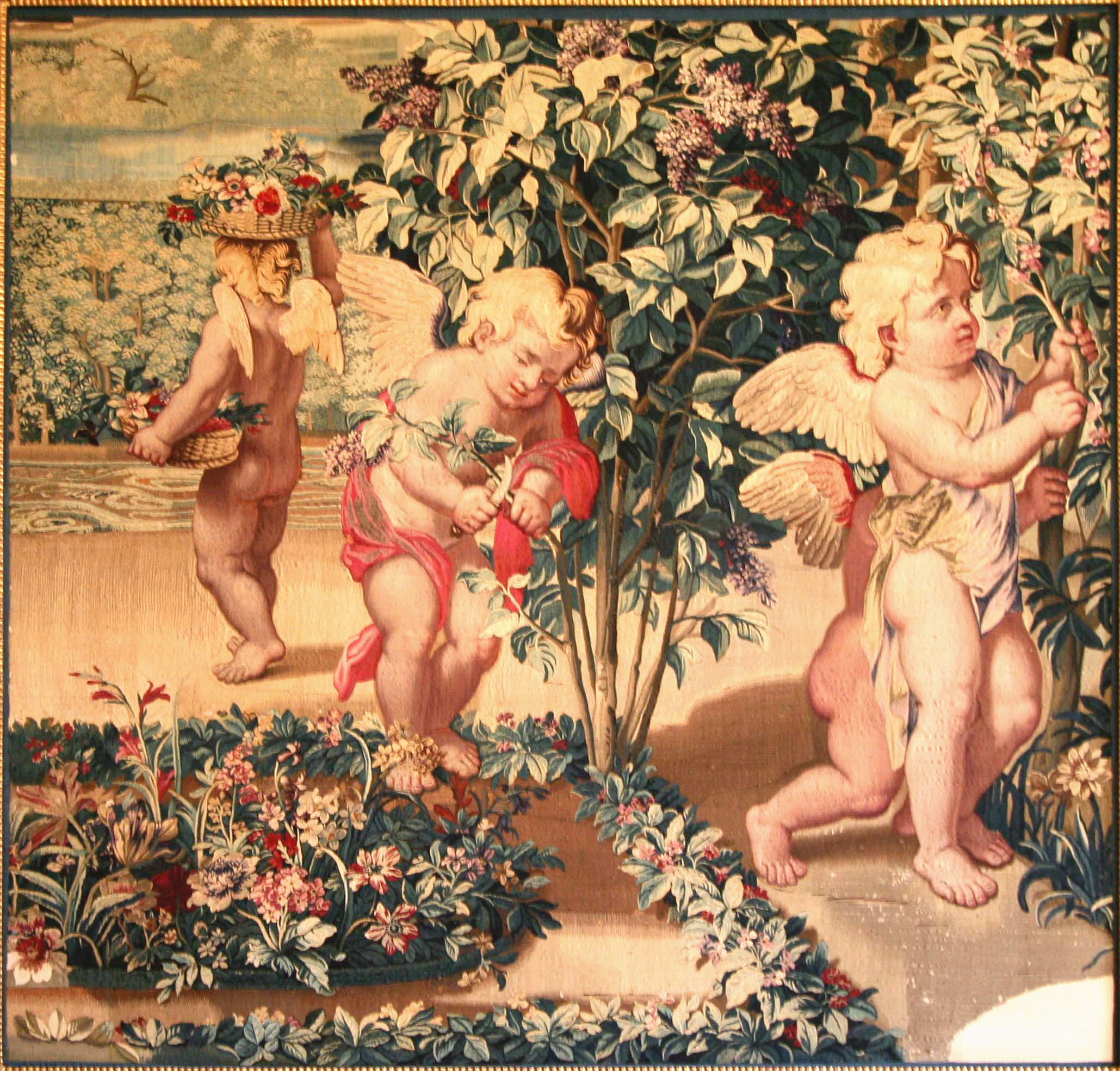
Los niños jardineros.

#### Manierismo
En el primer tercio del siglo XVII permanecía en funcionamiento la fábrica de tapices con la tradición formal y de composición del XVI. De esta primera fase son las composiciones de Antoine Caron (1521–1599) y los que de la siguiente generación: Ambroise Dubois (1542–1614), Toussaint Dubreuil (1561–1602) y Martin Freminet (1567–1619).
Una excepción es la de Peter Paul Rubens, que entre 1622 y 1623 hizo los cartones de la Historia de Constantinopla. Pero solo con la participación de Simon Vouet se estableció en 1627 la influencia del barroco en la pintura y la tapicería parisina. La mayoría de las series de tapices repitieron los cartones de estilo manierista italiano disponibles hasta la fundación de la Manufacture royale des tapisseries et des meubles de la Couronne en 1662.
El diseño manierista se caracteriza por figuras y rostros muy alargados y delgados. Son las características de los diseños de Antoine Caron, como Fontainebleau, Embajador de Polonia y Viajes. Las composiciones manieristas están dominadas por grupos de figuras en perspectiva escalonada según su importancia, como en la pintura gótica. Una escena en el centro de la acción a menudo está rodeada de los personajes más importantes (clientes) en los bordes, que forman el telón de fondo de la acción. A diferencia de los holandeses, tienen colores brillantes y fondos luminosos.

#### Barroco: primera fase (1625–1662)
La influencia barroca de Vouet en la pintura fue extraordinaria. Seguidores suyos como Eustache Le Sueur, Charles Lebrun y Charles Poerson, continuaron después de la muerte de Vouet bajo la influencia de Nicolas Poussin.
Las composiciones barrocas de Vouet están en movimiento y tienen una mayor plasticidad. Se reduce la riqueza arquitectónica, dando paso a una composición simplificada. Sus esquema son claros, sus figuras tienen mayor definición, con rostros expresivos. El elemento pictórico cobra importancia en las tapicerías.

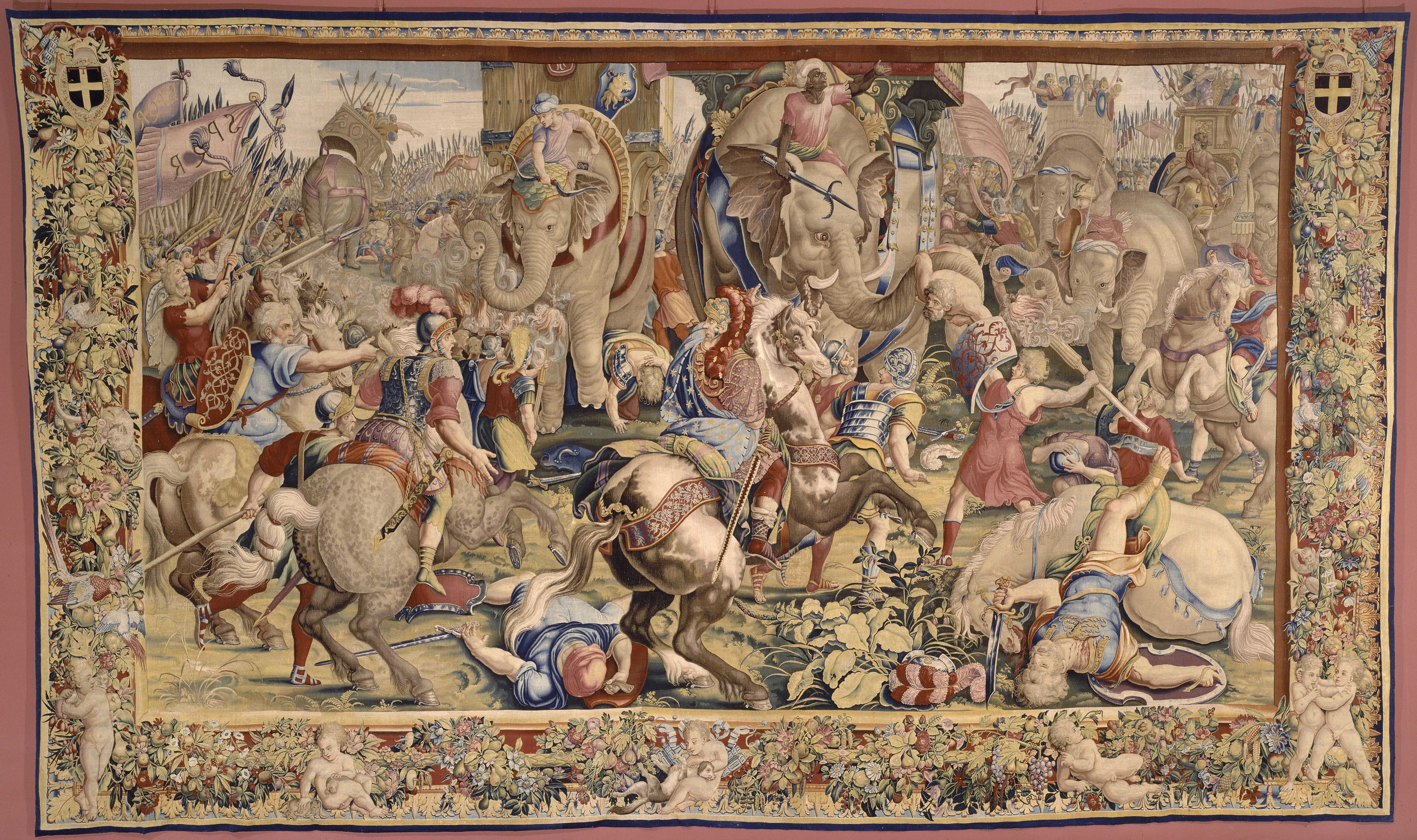
Tapiz de Giulio Romano: La batalla de Zama (1688–1690).

#### Barroco: fase intermedia (1662–1694)
En 1662, por iniciativa de Jean-Baptiste Colbert, los Gobelinos fueron incorporados a la Corona, creándose la Manufactura Real de Muebles de la Corona (en francés: Manufacture Royale des Meubles de la Couronne), dirigida por Charles Le Brun. Además de tapices se elaboraron entonces muebles y todo tipo de objetos de artes decorativas. Se incorporaron doscientos cincuenta artesanos, entre ebanistas, pintores, broncistas, liceros, orfebres, plateros, lapidarios, etc. También se instituyó una escuela de artes decorativas. De esta época se conservan, además de tapices y muebles, algunos jarrones, paneles de pietre dure y alfombras. La producción decayó tras la caída en desgracia de Le Brun en 1683 y se paralizó en 1694 debido al mal estado de las finanzas del rey; cuando reabrió en 1699 siguió tan solo la producción de tapices.
Debido a la influencia de Charles Lebrun, en 1662 el elemento gráfico ganó importancia en los gobelinos. Lebrun, que al principio de su carrera estuvo muy influenciado por el estilo pictórico de su maestro Simón Vouet, pasó luego al taller de Poussin en Roma. Aquí recibió influencia de la pintura del Renacimiento italiano de Rafael y Giulio Romano. Las obras de los pintores barrocos Pietro da Cortona, Giovanni Francesco Romanelli, Guido Reni, Agostino Carracci y Ludovico Carracci forman la base del estilo gráfico, dibujo y temas de su trabajo.
A partir de 1662, bajo Lebrun se crearon tapices que cada vez se integraban más en la arquitectura. Los bordes tradicionales fueron sustituidos por grandes tiras: el tapiz parece un cuadro integrado en una pared, con una ubicación fija asignada. A finales del XVII, la influencia de Lebrun disminuyó: La realidad en el campo de batalla, la creciente influencia de lo exótico, el Grotesco italiano de la obra de Jean Berain (1637–1711), los trabajos de Noël Coypel convirtieron en obsoleto el estilo grandioso de Lebrun.

### Siglo XVIII

#### Barroco y Regencia (1699–1733)

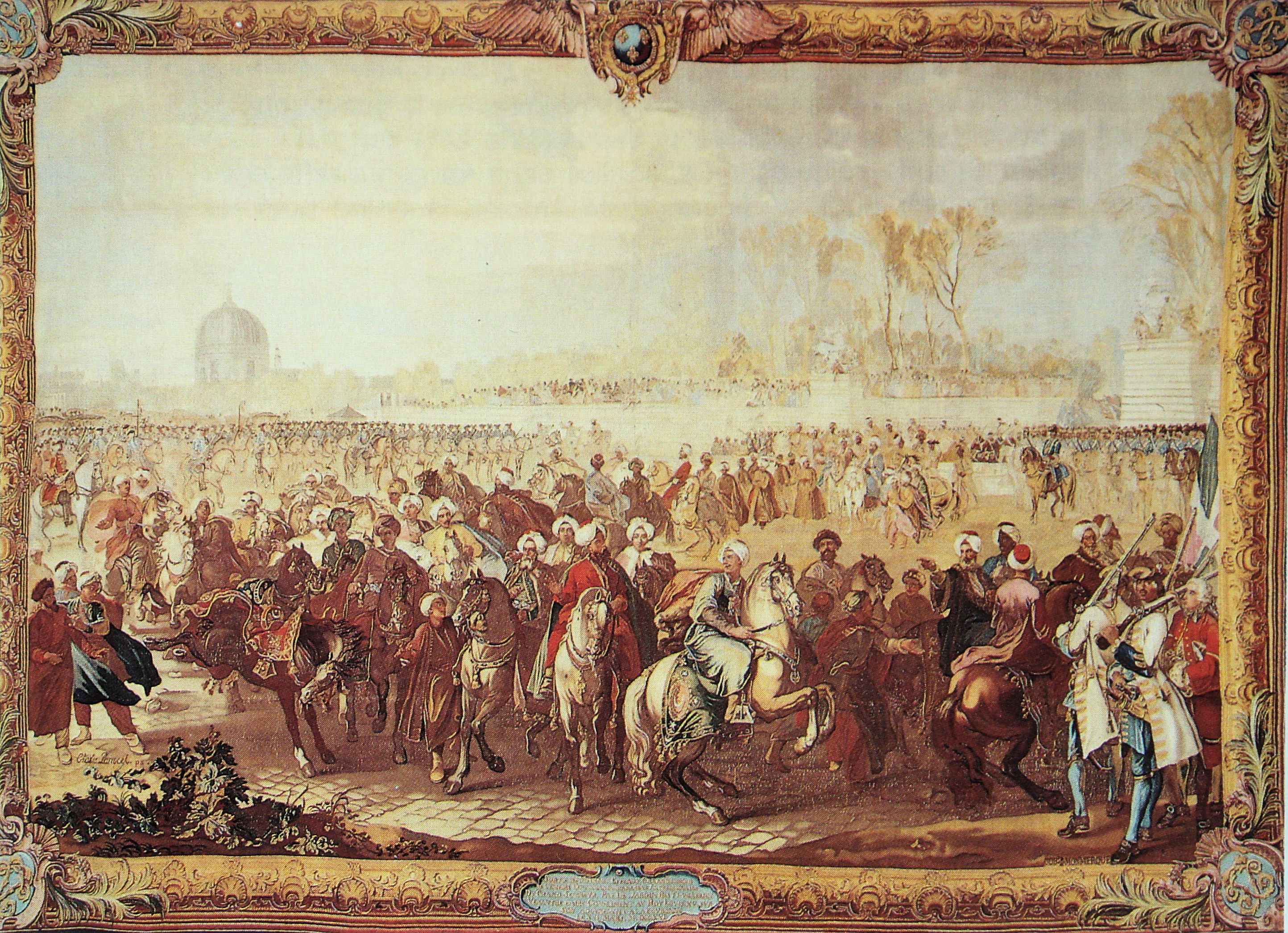
Salida del embajador turco del Jardín de las Tullerías (1734–1737).

La reanudación de la producción después de 1699 se debió tanto a los nuevos diseños como a la inclusión de las series existentes, y su expansión se caracterizó por nuevas escenas. Como resultado, los diseños de los alumnos de Lebrun Jean Coypel y Antoine Jouvenet durante las dos primeras décadas fueron significativos. En los últimos años del siglo XVII comenzó a desarrollarse la moda de escenas exóticas. Charles-Antoine Coypel y François Desportes consiguieron un gran éxito con los tapices de Don Quijote y las series sobre la India.
Los cambios de estilo en la decoración durante la Regencia, con paredes forradas con paneles de madera (boiseries) fueron una seria competencia para los tapices. Al cambiar el gobierno después de la muerte de Luis XIV, muchos nobles se trasladaron a nuevas mansiones en París, los llamados hôtel particulier. En este escenario, los tapices perdieron importancia al disminuir su necesidad.

#### Rococó (1733–1755)
Otra novedad, que se asocia indirectamente con el cambio de decoración en las primeras décadas del siglo XVIII, fue la moda del espejo, que desplazó pinturas y tapices. Sólo quedaron como un mero accesorio en algunos de los paneles, pero desaparecieron por completo las grandes series temáticas.
Se simplificó el elemento gráfico, se amplió la paleta de colores y tonos, y resultaron las típicas imágenes rococó. La transición de la tapicería representativa de Luis XIV y la Regencia a Luis XV se debió a Jean-Baptiste Oudry, pintor y director artístico de la fábrica de tapices entre 1733 y 1755.
Claude Audran III, Jean François de Troy y Charles-Antoine Coypel consiguieron con sus diseños, y fabricando numerosas series en grandes cantidades, el éxito económico para la manufactura de los gobelinos.

#### Neoclasicismo (1755–1789)
Entre 1751 y 1773, bajo la dirección de Abel François Poisson de Vandi (el marqués de Marigny, hermano de Madame de Pompadour), los tapices recogieron las características del neoclasicismo. Los nuevos tapices, que contaban con series cada vez más cortas pero con una gran variedad de temas y una renovación de contenidos, se ganaron nuevos clientes entre la alta burguesía. Se fabricaban pequeñas composiciones con figuras en medallones ajustados al espacio disponible, realizados como pinturas. 
El período de François Boucher como director artístico de Tapices (1755 a 1770) llevó, a pesar de todo, a una disminución de las ventas durante el final del siglo XVIII. Los cambios de la moda en decoración marginaron al antiguo oficio de la tapicería a seguir sólo de manera auxiliar. Tendencias a corto plazo determinaron la elección del tema y la composición, con los gobelinos goût grec seguido por el goût étrusques, del goût turques, chinois, égyptien, anglaise. También se fabricaron otros con retratos a pequeña escala, obra de Louis-Michel van Loo y Joseph Vient o las monumentales figuras patrióticas de François-André Vincent, pero no trajeron el éxito económico. El tapiz como una forma prestigiosa de arte ha sobrevivido a su utilidad.

### SigloXIX

#### Directorio, Consulado, Imperio (1792–1814)

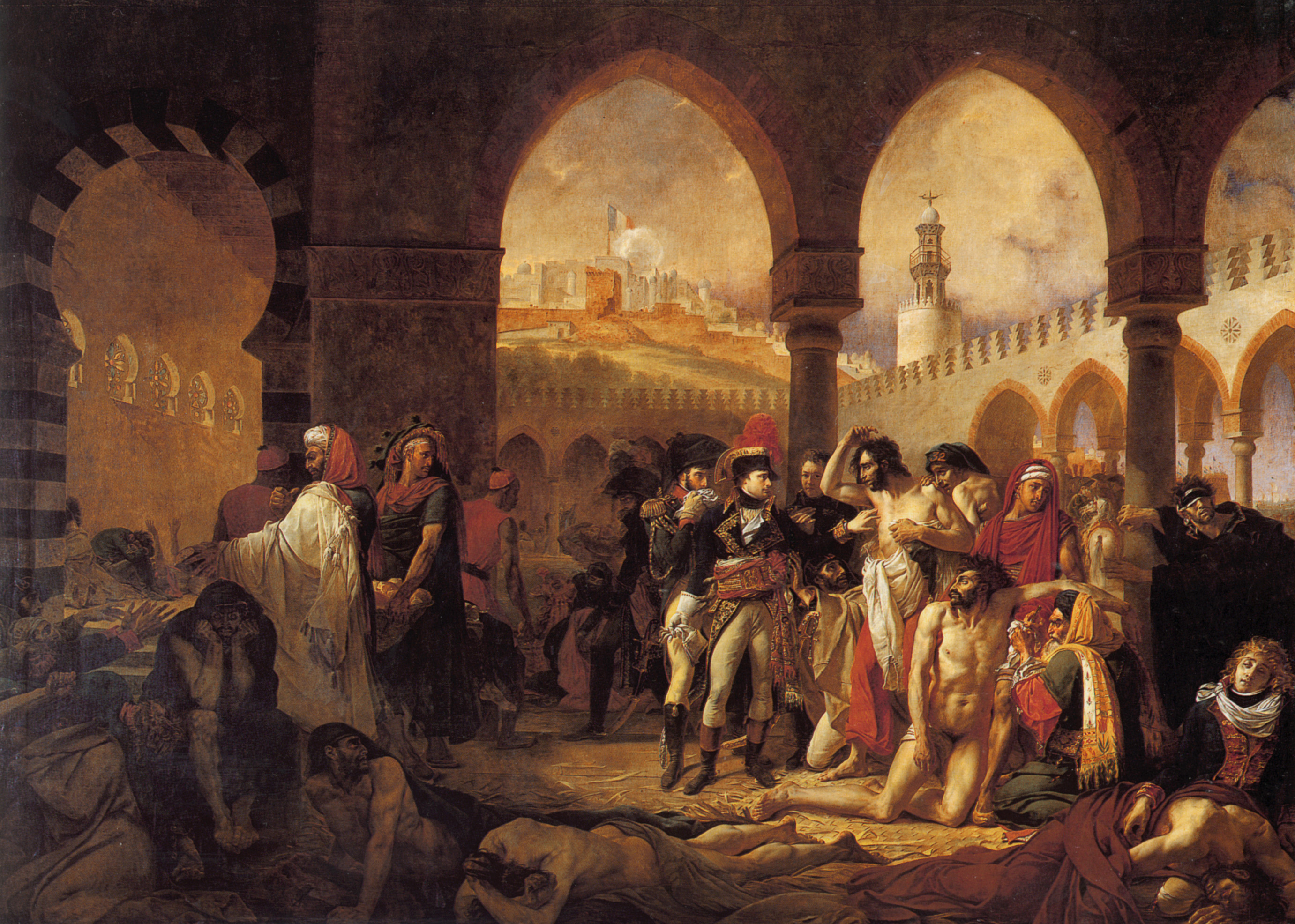
Antoine-Jean Gros, Bonaparte visita a los apestados de Jaffa. Óleo de 1804, utilizado posteriormente para un tapiz.

La manufactura tuvo serias dificultades financieras que empeoraron con el tiempo, el Tesoro no podía pagar las órdenes reales a los contratistas, y mientras se bordeaba la quiebra la crisis financiera se unió a la artística, a pesar del nombramiento como director de Jean-Pierre Baptiste, primer pintor del rey. Una reorganización en mayo de 1791 impidió la ruina, pero las dificultades continuaron durante la Revolución. 
El reinado de Napoleón trajo nueva vida a la fábrica. Se trabajaba para el Emperador que quería que sus producciones fuesen «el principal ornato de la Casa Imperial». Entre ochenta y noventa trabajadores operaban en los talleres, mientras que el tapiz glorificaba la figura de Napoleón, como Peste en Jaffa de Antoine-Jean Gros y Bonaparte cruzando el San Bernardo, de Jacques-Louis David, al igual que se recogían actos oficiales, como la visita del Papa a Napoleón o los retratos del emperador y su familia.
Durante la Restauración (1814–1830) se volvió a los retratos y al estilo del reinado de Luis XVI. Entre 1818 y 1827 se realizó la Batalla de Tolosa, de Horace Vernet. La tapicería se trasladó a Beauvais en 1825 debido a una orden de Carlos X.
En la Segunda República (1848–1852) se nombró a Jules-Pierre-Michel Dieterle presidente del Consejo Superior para el Desarrollo de las Manufactures des Gobelins, Beauvais y Sèvres (alfombras, tapices y porcelanas respectivamente).
En el Segundo Imperio (1852–1870) continuó la moda de los retratos, hasta 28 solo para el Louvre, incluidos los de Napoleón III y la emperatriz. Pierre-Adolphe Badin dirigió las fábricas de París y Beauvais entre 1860 y 1871, y se dedicó a la decoración de diferentes palacios utilizando diseños de Baudry y Chabal-Dussurgey, y de Dieterle para el palacio del Eliseo.

### Tercera República Francesa
Durante la Tercera República (1870–1940) los tapices se hacen para destinos específicos: Mazerolle diseña modelos para la Ópera, Galland para la sala de las musas del Elíseo, Ehrmann para la Biblioteca Nacional. Bajo la dirección de Gustave Geoffroy comienzan a hacerse diseños impresionistas, con cartones de Gustave Moreau, Georges-Antoine Rochegrosse, Lucien Lévy-Dhurmer, Odilon Redon.

Tapiz de Gizella Solti y Tarjan Hédi (1970).

### Actualidad
Se hacen todo tipo de tapices para edificios públicos, tanto copias de cartones antiguos como nuevos diseños de distintos artistas: Paul Cézanne, Jean Arp, Fernand Léger, Alexander Calder, Jean Picart le Doux, Yves Brayer, Sonia Delaunay, Jean Dewasne, Serge Poliakoff, Jean-Paul Riopelle, Zao Wou-Ki, Jean Lurçat, Marcel Gromaire, Joan Miró, Klára Lenz, etc., demostrando las múltiples posibilidades de un modo de expresión abierto a todas las tendencias y estéticas contemporáneas.

### Citas
1. ↑  La manufactura de los Gobelinos celebra su 400 aniversario.
2. ↑  Museos y monumentos de París. consultado el 20 de noviembre de 2011.
3. ↑  Fleming y Honour, 1987, p. 346.